# 커밀 윈부시
커밀 윈부시(Camille Winbush, 1990년 2월 9일 ~ )는 미국의 배우이다.

## 출연 작품
- 모노가미 엑스페리먼트 (2012)
- 미국 십대의 비밀생활 시즌5 (2012)
- 미국 십대의 비밀생활 시즌1 (2008)
- 제페토 (2000)
- 고스트 독 - 사무라이의 길 (1999)
- 제7의 천국 (1996)
- 이레이저 (1996)
- 바이퍼 (1994)